# Отмена сухого закона в США
Отмена сухого закона в США на федеральном уровне была достигнута с принятием Двадцать первой поправки к Конституции США 5 декабря 1933 года.

## Предпосылки
В 1919 году Восемнадцатую поправку к Конституции США ратифицировало необходимое количество законодательных собраний, что позволило в следующем году ввести в США сухой закон. Многие женщины, особенно члены Женского христианского союза сухого закона сыграли важную роль во введении сухого закона, полагая, что он защитит семьи, женщин и детей от последствий злоупотребления алкоголем. Историк Уильям Джозеф Рорабо, описывая факторы, приведшие к началу движения за трезвость, а затем и к введению сухого закона в США, утверждает: Historian W. J. Rorabaugh

После провозглашения Америкой независимости, было обращено внимание на увеличение потребления виски. Врачи заметили это одними из первых. Всё большее количество пациентов испытывали ломку после отказа от спиртного, нарастало количество кошмаров и психозов, вызванных выпивкой, а пьянство в одиночестве, заканчивавшееся потерей сознания, стало новой моделью употребления алкоголя. Это вызвало тревогу среди таких врачей, как Бенджамен Раш, подписавший Декларацию о независимости и бывший главный врач Континентальной армии, который первым предостерёг о вреде чрезмерного употребления виски и других алкогольных напитков. Эксперты признали, что пьяницам со временем нужно увеличивать потребление алкоголя, чтобы получить от выпивки такое же чувство эйфории. Далее шло хроническое пьянство, или то, что впоследствии назовут алкоголизмом. В медицинских школах предупреждали студентов о данной проблеме, однако, большинство врачей считало алкоголь лекарством. Врачи особенно любили Лауданум, представлявший собой растворённый в спирте опиум. Лауданум успокаивал нервы, и чудесным образом ликвидировал тягу к алкоголю. Няньки использовали Лауданум, чтобы успокоить младенцев. Для Раша вопрос был не только в здоровье. Он опубликовал множество газетных статей и брошюр против употребления спиртного. Его самая известная работа «Исследование влияния спиртных напитков» (1784) выдержала по меньшей мере двадцать одно издание и к 1850 году разошлась тиражом 170 000 экземпляров. Доктор из Филадельфии утверждал, что демократия будет извращена и в конечном итоге уничтожена, если избиратели будут пьяницами. Общественная безопасность требовала электората, способного мудро судить о политических вопросах, а пьянство препятствует этому. Раш и его сторонники также беспокоились о том, что спиртные напитки ко всему прочему вредят обществу в плане преступности, бедности и насилия в семье. Многие тяжкие преступления, в том числе и убийства, совершались в состоянии алкогольного опьянения. Безработный или нетрудоспособный пьяница бросал свою семью, жена и дети голодали, когда их муж и отец пьянствовал. Употребление спиртных напитков часто ассоциировалось с азартными играми и проституцией, что приводило к финансовому краху и венерическим заболеваниям. Пьянство также приводило к избиению жён и жестокому обращению с детьми. Многим американцам казалось, что Соединённые Штаты не смогут быть успешным государством, если не удастся обуздать страсть к алкоголю— 
Сторонники сухого запрета считали, что запрет алкогольных напитков уменьшит и даже устранит многие социальные проблемы, такие как пьянство, насилие в семье, психические заболевания и вторичная бедность.

## Влияние сухого закона
В научной литературе о влиянии сухого закона нет однозначного мнения по этому вопросу, и некоторые авторы настаивают на том, что популярное утверждение о том, что сухой закон был провалом, является ошибочным. Сухой закон позволил сократить количество потребляемых спиртных напитков, уровень смертности от цирроза, количество госпитализаций в государственные психиатрические больницы по поводу алкогольного психоза, арестов за пьянство в общественных местах и количество прогулов.

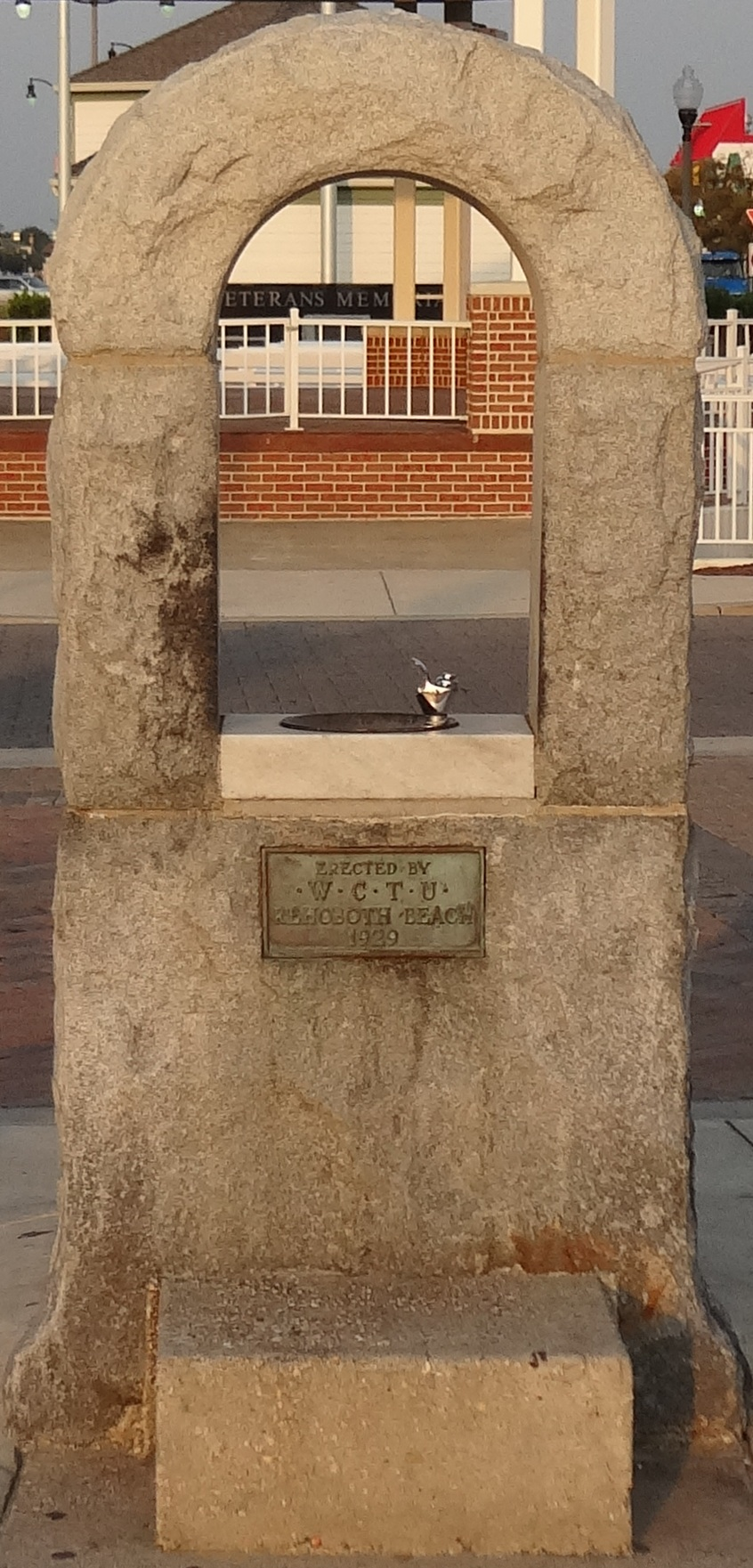
фонтан трезвости установленный женским христианским союзом сухого закона во времена сухого закона в Рехобо-Бич, штат Делавер

Марк Х. Мур, профессор Школы государственного управления имени Кеннеди Гарвардского университета, заявил о последствиях введения сухого закона:

Потребление алкоголя во времена сухого закона резко сократилось. Смертность от цирроза печени среди мужчин составляла 29,5 на 100 000 в 1911 году и 10,7 на 100 000 в 1929 году. число госпитализаций в государственные психиатрические больницы по поводу алкогольных психозов сократилось с 10,1 на 100 000 в 1919 году до 4,7 в 1928 году. Аресты за публичное пьянство и хулиганство сократились на 50 % в период с 1916 по 1922 год. Для населения в целом, по самым лучшим оценкам, потребление алкоголя снизилось на 30-50 процентов.— 
В частности, «показатели цирроза печени упали на 50 процентов после введения сухого закона и быстро восстановились после его отмены в 1933 году». Мур также обнаружил, что вопреки распространённому мнению, «количество насильственных преступлений во время сухого закона не увеличилось» и что организованная преступность существовала «как до, так и после введения закона». Историк Джек С. Блокер-младший заявил, что «уровень смертности от цирроза и алкоголизма, госпитализаций по поводу алкогольных психозов и арестов по причине алкогольного опьянения резко снизился в конце 1910-х годов, когда как культурный, так и правовой климат становились более неблагоприятными для потребления алкоголя, а также в первые годы после введения сухого закона». Кроме того, «как только сухой закон был принят, многие граждане решили подчиниться ему». Во время действия сухого закона количество прогулов уменьшилось с 10 % до 3 %. В Мичигане компания Ford зафиксировала «уменьшение количества прогулов с 2620 в апреле 1918 года до 1628 в мае 1918 года».
Журналист Генри Луи Менкен, написал в 1925 году следующие возражения:

Пять лет существования сухого закона имели по крайней мере один благотворный эффект: они полностью уничтожили все излюбленные аргументы его сторонников. Ни одно из великих благ, которые должны были последовать за принятием Восемнадцатой поправки, не произошло. Пьянства в стране стало не меньше, а больше. Преступлений не меньше, а больше. Безумия не меньше, а больше. Расходы правительства не меньше, а больше. Уважение к закону не возросло, а уменьшилось— 
Некоторые сторонники сухого закона, например Чарльз Стелзле, написавший «Почему сухой закон!» (1918), считали, что закон в конечном итоге приведёт к снижению налогов, поскольку употребление алкоголя «производило половину дохода», для учреждений, поддерживаемых налоговыми поступлениями, таких как суды, тюрьмы, больницы, богадельни и психиатрические дома. Фактически, потребление алкоголя и количество случаев домашнего насилия, связанного с алкоголем, снижалось и до принятия восемнадцатой поправки. После введения сухого закона реформаторы «были встревожены, обнаружив, что пренебрежение детьми и насилие в отношении детей после введения сухого закона увеличились»
Кеннет Д. Роуз, профессор истории Университета штата Калифорния, говорит, что Женская организация за пересмотр сухого закона (WONPR) утверждала, что закон создал преступный класс, создал «волну преступности», коррумпировал государственных чиновников, сделал употребление алкоголя модным, породил презрение к верховенству закона и замедлил развитие «истинной трезвости». Роуз, однако, утверждает, что мнение о «волне преступности, вызванной сухим законом, опирается на чувства, а не на факты». Он пишет:

Противники сухого закона любили повторять, что Великий эксперимент создал гангстеров, вызвавших «волну преступности» в несчастной Америке. Например, миссис Коффин ван Ренсселе из WONRP настаивала, в 1932 году, что «тревожащая волна преступности, поднявшаяся до беспрецедентной высоты» была наследием сухого закона. Но сухой закон едва ли можно считать ответственным за изобретение преступления, и хотя поставки нелегального алкоголя оказались прибыльными, это был лишь дополнительный источник дохода для более традиционной преступной деятельности — ростовщичества, рэкета и проституции. Понятие вызванной запретом волны преступности, несмотря на свою популярность в 1920-е годы, не может быть обосновано с какой-либо точностью из-за неадекватности записей, хранящихся местными полицейскими управлениями— 
Сторонники запрета утверждали, что запрет был бы более эффективным, если бы его соблюдение было бы усилено. Однако Дэвид Э. Кивинг утверждает, что усиление мер по соблюдению сухого закона просто привело бы к тому, что правительство потратило бы больше денег, а не меньше. Экономическая цена закона стала особенно заметной во время Великой депрессии. По данным двух организаций, выступающих против сухого закона, «Ассоциации против поправки о сухом законе» (AAPA) и «Женской организации за пересмотр сухого закона» (WONPR), был потерян примерно 861 миллион долларов федеральных налоговых поступлений от необлагаемых налогом спиртных напитков. Ежегодно на обеспечение соблюдения сухого закона тратится 40 миллионов долларов. Ассоциация против поправки о сухом законе также выпустила брошюру, в которой утверждалось, что было потеряно 11 миллиардов долларов доходов от федерального налога на спиртные напитки и 310 миллионов долларов было потрачено на обеспечение соблюдения сухого закона в период с 1920 по 1931 год. Уменьшение потенциальных доходов в период экономической нестабильности стало важной частью компании за отмену сухого закона

## Движение за отмену сухого закона

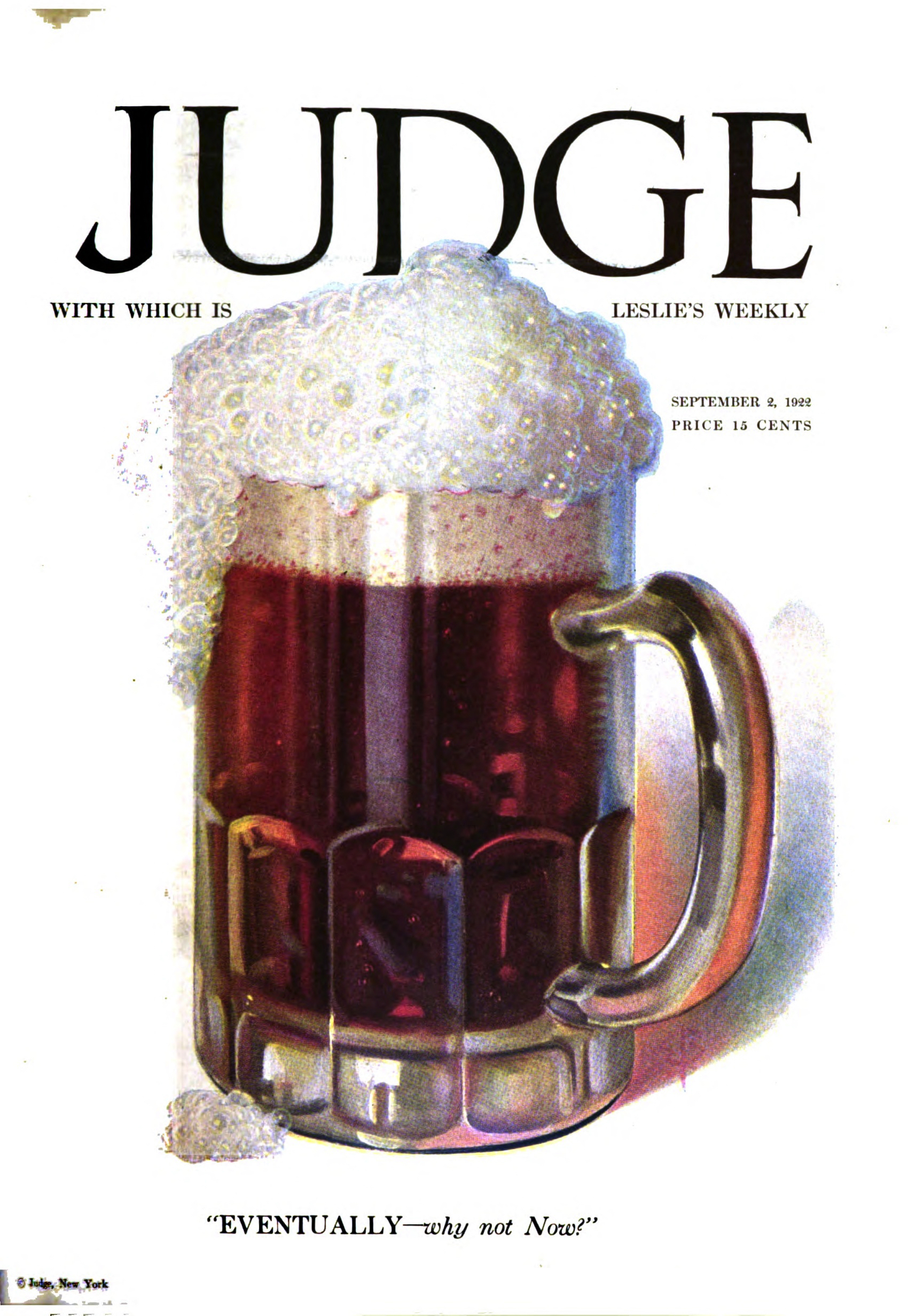
"В конце-концов, почему нет? (Журнал Judge, 2 сентября 1922)

В этот период, уменьшилась поддержка сухого закона среди избирателей и политиков. Джон Д. Рокфеллер-младший, пожизненный трезвенник, внёсший от 350 000 до 700 000 долларов в лигу «Против салунов» объявил о своей поддержке отмены сухого закона из-за широко распространённых проблем, которые, по его мнению, были им вызваны. Влиятельные лидеры, такие как братья Дюпоны возглавили Ассоциацию против поправки о сухом законе название которой ясно подтверждало её намерения.
Движение за отмену сухого закона также привлекло значительную часть женщин, опровергая предположение, что недавно получившие избирательные права женщины-избиратели автоматически проголосуют по этому вопросу как блок. Они сыграли решающую роль в усилиях по отмене сухого закона, поскольку многие «пришли к болезненному выводу, что разрушительная сила алкоголя теперь воплощена в самом его запрете». К тому времени женщины стали ещё более политически влиятельными благодаря ратификации Девятнадцатой поправки в поддержку избирательного права женщин. Активистка Полина Сабин утверждала, что отмена сухого закона защитит семьи от коррупции, насильственных преступлений и подпольного употребления алкоголя, ставших следствием сухого закона. 28 мая 1928 года Сабин основала женскую организацию за пересмотр сухого закона (WONRP), привлёкшую в свои ряды многих бывших сторонников сухого закона. К тому времени, когда в 1933 сухой закон был окончательно отменён, число членов организации оценивалось в 1,5 миллиона человек. Первоначально Сабин была одной из множества женщин, поддержавших восемнадцатую поправку. Теперь же она считала сухой закон одновременно лицемерным и опасным. Она осознавала «очевидное снижение употребления алкоголя в умеренных количествах» и опасалась роста организованной преступности, развившейся вокруг бутлегерства.
Вдобавок Сабин беспокоилась, что американские дети, ставшие свидетелями пренебрежительного отношения к законам о запрете алкоголя, перестанут уважать святость закона вообще. Наконец, Сабин и WONPR заняли либертарианскую позицию, не одобрявшую вмешательства федеральных властей в такие личные дела, как пьянство. Однако со временем WONPR изменила свою аргументацию, подчеркнув «моральный вред, угрожавший американскому дому» в результате коррупции эпохи сухого закона. Принятие этой женской организацией начала 20-го века политической позиции, сосредоточенной на материнстве и защите жилища, привлекло на её сторону самую широкую аудиторию и было предпочтительнее аргументов о личной свободе, которым в конечном итоге было уделено мало внимания.
Первоначально WONPR состояла из женщин, принадлежащих к высшему классу. Однако к моменту принятия Двадцать первой поправки в её состав входили представительницы среднего и рабочего класса. После короткого периода стартапа только одних пожертвований членов было достаточно для финансовой поддержки организации. К 1931 году в WONPR входило больше женщин, чем в Женский христианский союз сухого закона (WCTU); к 1932 году WONPR имела отделения в сорока одном штате.
WONPR поддерживал отмену сухого закона на базе «истинного» воздержания, заявив, что «тенденция к умеренности и сдержанности в употреблении опьяняющих напитков [была] опрокинута сухим законом». Хотя у WONPR и WCTU цели были различными, WONPR использовали похожие методы. Они ходили от двери к двери, призывали политиков всех уровней включить пункт об отмене сухого закона в свою партийную программу, создавали петиции, произносили речи и радиоинтервью, распространяли агитационную литературу и проводили собрания. Иногда WONPR также работала в сотрудничестве с другими группами противников сухого закона. В 1932 году Ассоциация против поправки о сухом законе, Добровольный комитет юристов, Крестоносцы, Американская гостиничная организация, Женская организация за пересмотр сухого закона сформировали Объединённый совет по отмене сухого закона. Объединённый совет лоббировал на съездах республиканцев и демократов в 1932 году включение пункта об отмене сухого закона в их президентские избирательные компании. В конечном итоге, республиканцы продолжили отстаивать сухой закон. WONPR, которая первоначально существовала как беспартийная организация, присоединилась к кампании Демократической партии и поддержала Франклина Рузвельта.

## Отмена сухого закона, как программа политической партии
В 1932 году предвыборная программа Демократической партии включала в себя пункт об отмене сухого закона, а кандидат от Демократической партии Франклин Д. Рузвельт баллотировался на пост президента США пообещав отменить федеральный сухой закон.

## Отмена сухого закона
Закон Каллена—Харрисона, подписанный президентом Франклином Рузвельтом 22 марта 1933 года, разрешил продажу 3,2-процентного пива и вина, что позволило легализовать продажу пива впервые со времени начала сухого закона 16 января 1920 года. В 1933 году съезды штатов ратифицировали Двадцать первую поправку, отменившую сухой закон. Поправка была полностью ратифицирована 5 декабря 1933 года. Затем были отменены федеральные законы о введении сухого закона

### Региональные сухие законы
После отмены сухого закона некоторые штаты сохранили сухой закон в пределах своей юрисдикции. Почти две трети штатов приняли ту или иную форму местного выбора, позволяющую жителям политических подразделений голосовать за или против местного сухого закона. Какое-то время 38 % американцев жили в районах с сухим законом. К 1966 году, однако, все штаты отменили общегосударственные законы, ограничивающие потребление алкоголя, причём Миссисипи стал последним штатом, сделавшим это.